# Морська піхота України
Морська́ піхо́та Збро́йних сил Украї́ни (абр. МП ЗСУ) — рід військ у Військово-морських силах України, призначений для дій на морському узбережжі. Може діяти як передові сили морського або повітряного десанту, так і обороняти бази ВМС, острови тощо.
Організаційно підпорядковуються командуванню морської піхоти і входить до складу об'єднаних сил швидкого реагування.
Лондонський Міжнародний інститут стратегічних досліджень у своєму виданні The Military Balance 2025 року зазначав, що Морська піхота ЗСУ налічувала до 30 000 військовослужбовців. Вони були організовані у Корпус морської піхоти, який мав бригади: 4 морської піхоти, 2 територіальної оборони, 2 артилерійських; а також інші частини. На озброєнні морська піхота мала танки Т-64БВ; 35 од AMX-10RC; бойові машини БМП-1, БМП-3, Marder 1A3; бронетранспортери МТ-ЛБ, БТР-60, БТР-80, 26 од XA-185 Sisu; бронеавтомобілі 17+ од Kirpi, 17 од Mastiff, «Варта»; артилерію МТ-12, 2С1 «Гвоздика», 2С22 «Богдана», 2А36 «Гіацинт-Б», Д-20, БМ-27 «Ураган».

## Історія

### Початок ХХ ст.
Під час Визвольних змагань початку XX ст. Українська Народна Республіка формувала свої частини морської піхоти. Морська піхота комплектувалася старшинами, підстаршинами і моряками, переважно вихідцями з Гуцульщини і Наддністрянщини, які служили в австро-угорському флоті на Адріатиці. Набір до його лав розпочався у Вінниці, а згодом у Коломиї. Частини морської піхоти УНР були представлені також двома Наддніпрянськими морськими піхотними полками і бронепотягом «Чорноморець». Видатними діячами були контрадмірал Михайло Білинський, полковник Гаврило Никогда.
Особовий склад Морського полку брав участь у Першому і Другому зимовому походах армії УНР.

### 1991—2014
22 лютого 1992 року в Севастополі 880-й батальйон морської піхоти зі складу 810 ОБрМП ЧФ під командуванням майора Віталія Рожманова склав присягу на вірність українському народові. Батальйон був найкращим у складі 810-ї окремої бригади морської піхоти, до якої він входив, за підсумками попереднього 1991 року. Сержанти і матроси, призвані на службу з Російської Федерації, залишилися у складі батальйону і підписали заяви про бажання дослужити термінову службу в українській частині. Існують чутки, що тоді ж Міністр оборони України наказав зарахувати  Окремий батальйон Морської піхоти до складу Збройних Сил України, але підтвердження цьому нема.[джерело?] З інших джерел  відомо, що у 1992 році, на початку січня по всім флотам колишнього СРСР (всі флоти після ГКЧП було віднесено до стратегічних сил СНД) надійшла директива про скорочення по одному батальйону морської піхоти (наприклад в 61 ОбрМП ПФ підлягав скороченню 875 обмп (2 обмп бригади, командир батальйону на час скорочення був майор Остапенко І. В.), тому 880 обмп підлягав скороченню.[джерело?] Не виключено, що для збереження частини  було здійснена спроба приведення її до присяги на вірність Україні, тому, що майже кожен місяць приходили нові тексти присяги РФ для флотів.[виправити стиль]
Командування Чорноморського флоту після доповіді в Москву зробило все, щоб не допустити переходу морських піхотинців під юрисдикцію України (такого і не могло бути, бо таких прецедентів в історії нема, тим паче, що мова йде про дві, на той вже час незалежні держави). Як наслідок — командир батальйону та його заступники були звільнені з посад, батальйон розформований, а особовий склад розподілений в інші військові частини, як і проходить процес скорочення частин. Якби В. Рожманов хотів би служити, то перейшов би до складу ВМС, але він обрав інший шлях.[джерело?]
1 липня 1993 року, після створення Військово-морських сил України, в Севастополі був сформований 27-й окремий батальйон морської піхоти, до якого були зараховані найкращі офіцери Чорноморського флоту, які виявили бажання служити Україні. Вони принесли з собою дух і традиції, властиві лише цьому елітному роду військ.[джерело?]
Для того, щоб 27-й окремий батальйон морської піхоти якнайшвидше став боєздатною одиницею, особовий склад строкової служби для нього відбирали серед солдатів і сержантів Аеромобільних військ. Було проведено психологічне тестування добровольців, перевірялися фізичні якості кандидатів в морські піхотинці і їх моральні якості, стан військової дисципліни. Високими залишаються вимоги до підбору новобранців для проходження служби в Морській піхоті і сьогодні.
1 вересня 1993 року під Феодосією був сформований 41-й окремий батальйон морської піхоти, а 20 вересня, згідно з директивою начальника Генштабу ЗС України, було сформовано управління 4-ї окремої бригади МП ВМСУ (смт. Краснокам'янка, (Кизилташ, Феодосія-13).
У 1995 році, після прийняття Верховною Радою України ряду законів, які обмежували самоврядування Автономної республіки Крим, за сприяння силових відомств РФ, на півострові розпочалися масові заворушення, що супроводжувалися вимогами проведення референдуму. На нього планувалося винести питання про прийняття Конституції автономної республіки і подальшого повернення повноважень, раніше гарантованих Конституцією та окремими законами України. Для врегулювання заворушень були залучені бійці морської піхоти, їм на допомогу у Крим були направлені 2 полки з бронетехнікою зі складу 5-ї Львівської дивізії НГУ і 17-й полк спеціального призначення з Чугуєва.
Від травня 1996 року до листопада 1997 року 4 ОБрМП входила до складу Національної гвардії України. У 1997 році морська піхота знову була передана до складу військ берегової оборони військово-морських сил України.[джерело?]
За концепцією 1993 року бригада морської піхоти ВМС України повинна була складатися з двох окремих батальйонів морської піхоти (Вовк і Лев), окремого десантно-штурмового батальйону («Сокіл з блискавкою»), окремий розвідувальний батальйон («Крила кажана і Меч — Нічний удар»), окремий інженерно-саперний батальйон («Клеша Краба»), один самохідно — артилерійський дивізіон (Алебарда), протитанковий дивізіон (Арбалет), зенітний дивізіон (Сокіл в прицілі), окрема рота зв'язку й інші підрозділи.
В 2003—2004 роках у результаті реформи бригада була скорочена до батальйону морської піхоти.
- Перша рота морської піхоти. Спільні з НАТО навчання «Exercise Northern Light 03». Шотландія, 17 вересня 2003.
- БТР-80 під час висадки морської піхоти. Тендрівська Коса, Херсонська область, 2010.

Після створення Об'єднаних сил швидкого реагування батальйон морської піхоти було включено до їх складу, а у його складі було створено повітрянодесантний підрозділ (десантно-штурмова рота морської піхоти).
Станом на середину 2000-х, Морська піхота України мала лише один окремий батальйон у складі Військ Берегової оборони ВМСУ ЗСУ і входила до складу Об'єднаних сил швидкого реагування з пунктом дислокації в місті Феодосії. Концепція застосування Морської піхоти описувалася загальними завданнями: дії, спрямовані на захоплення пунктів базування ВМС, портів, островів, окремих ділянок узбережжя супротивника. Якщо ж основну частину десанту складають підрозділи сухопутних військ, Морська піхота висаджується в передових ешелонах для захоплення пунктів і ділянок на узбережжі і забезпечення висадки на них основних сил. Пріоритетом також була миротворча діяльність і боротьба з терористичними формуваннями, ведення військових дій на своїй території, відсіч агресії з боку противника.

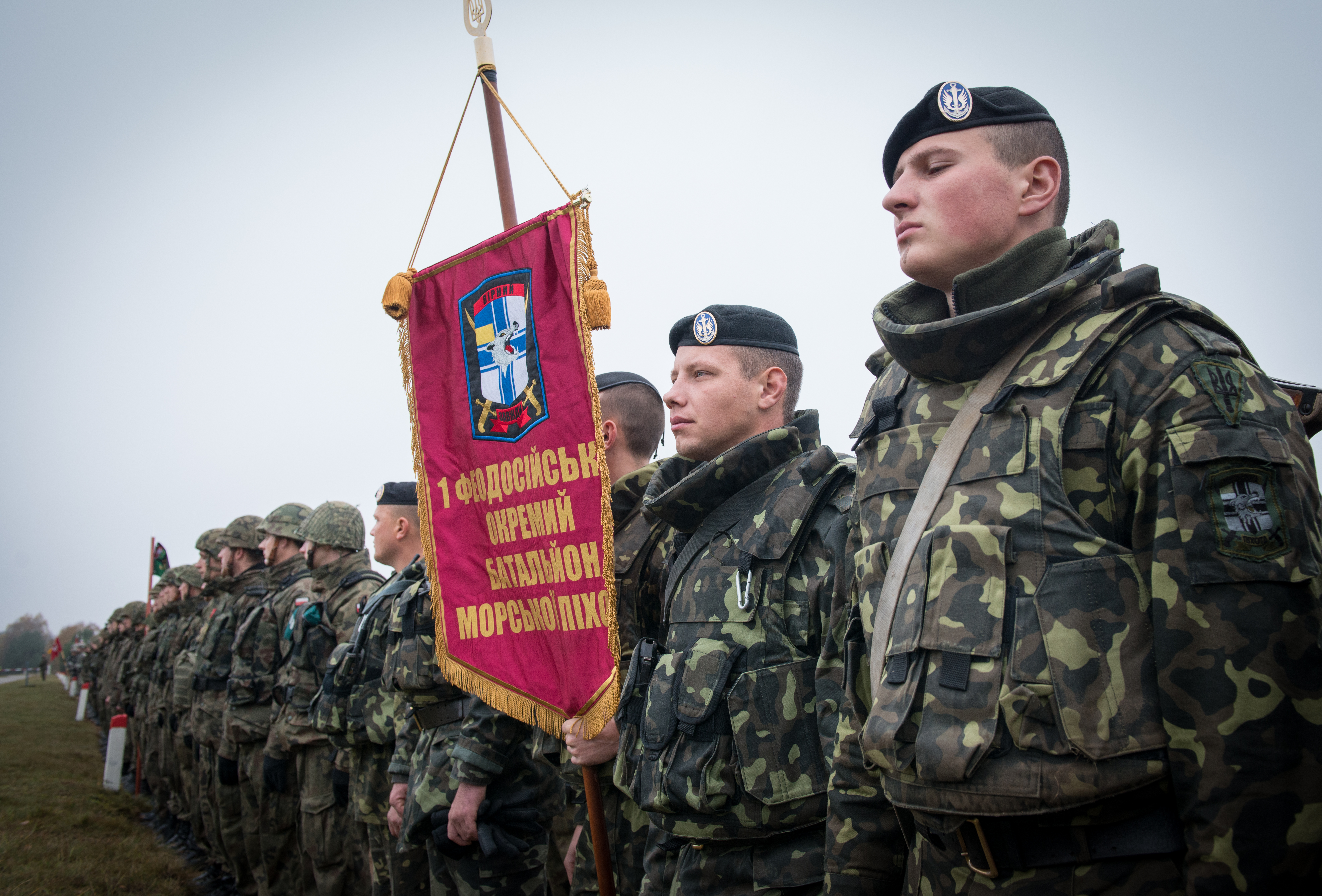
1-й батальйон морської піхоти на церемонії відкриття навчань НАТО у Польщі. Листопад 2013.

Новий 501-й окремий батальйон морської піхоти створений 26 грудня 2013 року шляхом реформування 501-го окремого механізованого батальйону Військ берегової оборони ВМС України, що дислокується у Керчі.

### Російська агресія
Після захоплення півострова російськими військами, із двох батальйонів у понад 650 осіб, вірними Україні залишилися 196 (1-го — 137, та 501-го — 59 морпіхів). Після анексії Криму в морській піхоті України залишилось 200 чоловік.

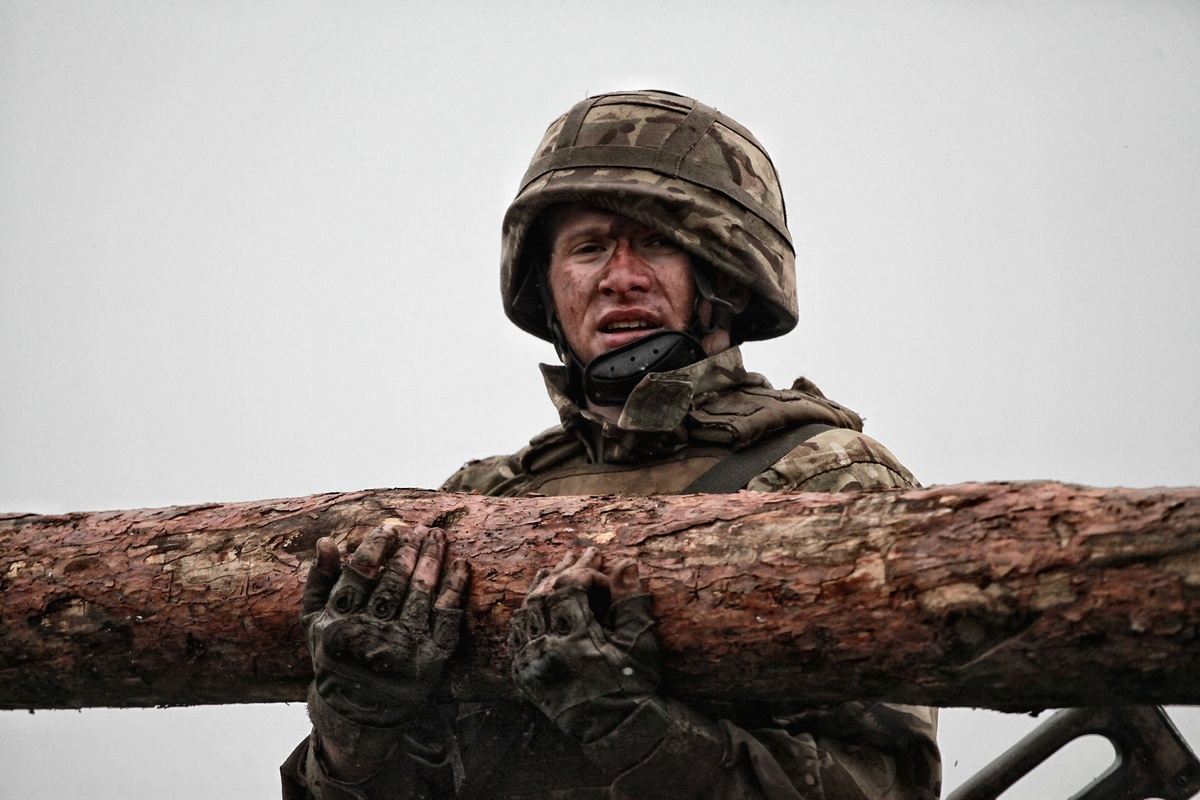
Морпіх з 1-го окремого батальйону морської піхоти. 2016 р.

У 2014 році морська піхота України відправлена в зону АТО на сході країни.
У січні 2018 року озвучено намір перевести формування морської піхоти на танки Т-80 як такі, що мають потужніший двигун й кращі ходові характеристики, ніж Т-64. Також, 501-й батальйон з Бердянська отримає модернізовані БМП. За словами полковника Сергія Тартаковського, у перспективі у складі кожної бригади морської піхоти буде важкий батальйон, озброєний танками і БМП, та легкі батальйони, підрозділи яких виконуватимуть завдання різного спектру бойового застосування. Легкі роти морпіхів тренуватимуться для автономних дій після потрапляння в район виконання завдань парашутним способом з повітря, на гелікоптерах, висадки на узбережжя з десантних кораблів та катерів або механізованим способом на бронемашинах. За належної вогневої підтримки інших штатних підрозділів морської піхоти або наданих сил вони мають ефективно діяти на будь-якій місцевості, включаючи море, дельти річок, гори, та в містах. Їхні спроможності дозволятимуть діяти з відривом від основних сил. Посилення озброєння дасть змогу виконувати бойове завдання меншій групі.
Відповідно до Указу Президента України № 39/2018 у структурі Військово-морських сил відбуваються зміни відповідно до створення Командування морської піхоти. Документ передбачає скорочення посад у командуванні ВМС: Начальник Озброєння, Начальник Тилу, Заступник командувача з берегової оборони. Натомість буде створена посада Заступника командувача з логістики-начальник логістики, що буде займатись питаннями тилового забезпечення та озброєння. Також у структурі ВМС створюється Командування морської піхоти. З Командувачем та Начальником штабу — першим заступником командувача.
Наприкінці лютого 2018 року близько 30 морських піхотинців взяли участь у багатонаціональному навчанні «Платинум Ігл — 2018-1», яке проходило на полігоні Бабадаг у Румунії.

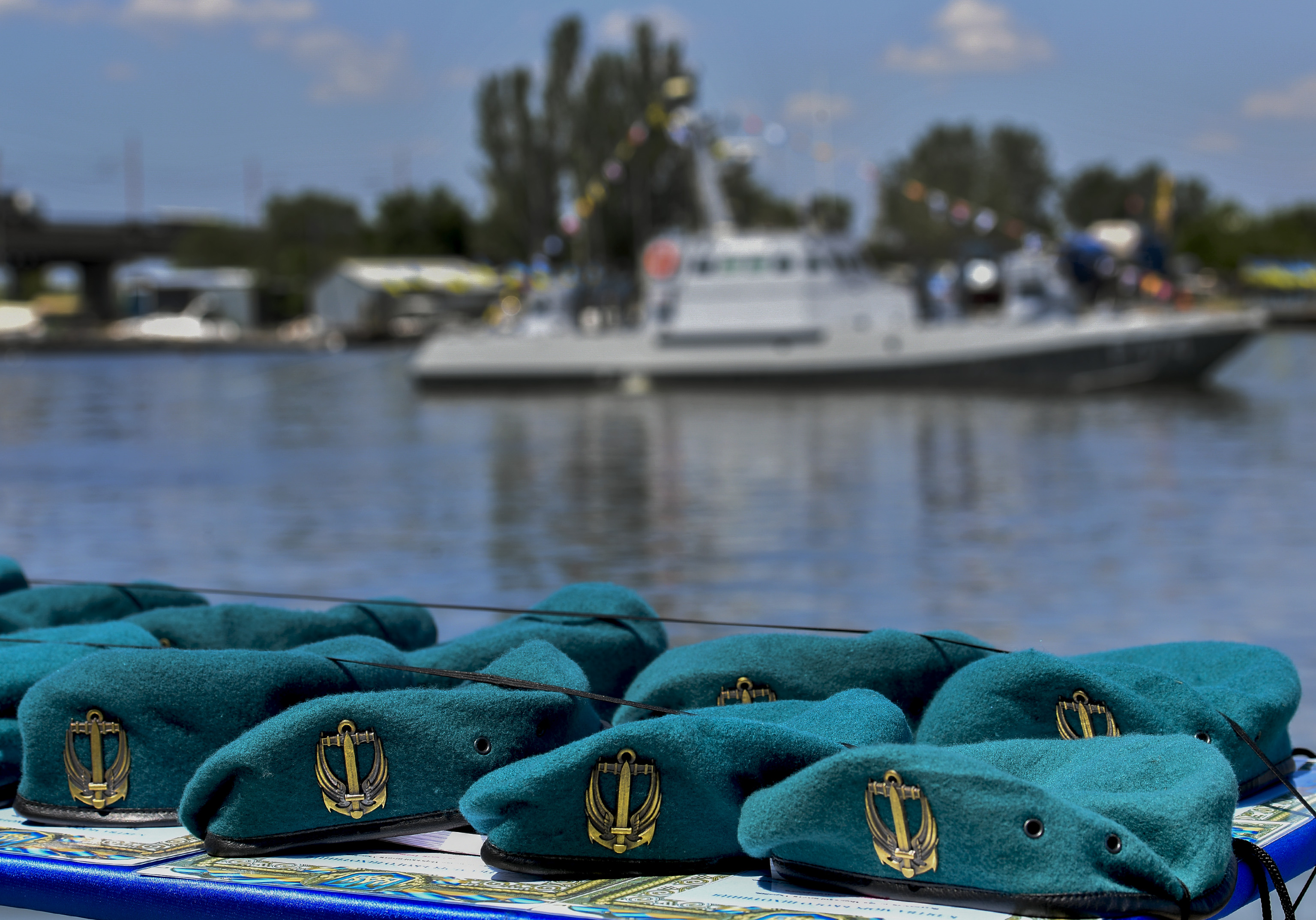
Нові берети Морської піхоти ЗСУ кольору морської хвилі. 23 травня 2018.

23 травня 2018 року Президент України на урочистій церемонії у Миколаєві вручив морським піхотинцям нові берети барви морської хвилі. Першим берет нового зразка отримав Командувач морської піхоти України генерал-майор Юрій Содоль, після чого нові берети отримали командири бригад і батальйонів. Далі одночасно чорні берети на берети кольору морської хвилі змінили морпіхи на бойових позиціях поблизу населених пунктів Широкине, Лебединське, Водяне, Чормалик, на адміністративному кордоні з тимчасово окупованою територією Криму — на Чонгарі, на узбережжях Чорного і Азовського морів, а також на борту середнього десантного корабля «Юрій Олефіренко». Президент також вручив Юрію Содолю бойовий прапор Командування морської піхоти.
У серпні 2018 року Морські піхотинці ВМС ЗС України брали участь у спільних тренуваннях з військовиками країн членів та партнерів НАТО на багатонаціональних навчаннях «Noble Partner 2018» у Грузії на військовій базі Вазіані.
В грудні 2018 року морські піхотинці зі складу 36-ї бригади морської піхоти розпочали випробування десантно-штурмових катерів проекту «Кентавр-ЛК», які незадовго до того прибули до Одеси на випробування. Морські піхотинці в складі взводу перевіряли десантомісткість з розміщенням особового складу, спорядження та боєприпасів на борту десантно-штурмового катеру.

### Повномасштабне вторгнення Росії
23 травня 2023 року президент України Володимир Зеленський оголосив про створення Корпусу морської піхоти в Збройних силах України.
19 березня 2024 року стало відомо, що генерал-майор Дмитро Делятицький очолив Корпус морської піхоти Військово-морських сил Збройних сил України.

## Структура
- Командування морської піхоти (А2022, м. Миколаїв)
  - 241-й навчальний центр морської піхоти (А2407, с. Раденськ)
  - Школа морського піхотинця (м. Миколаїв)
  - Центр комплектування та рекрутингу морської піхоти (м. Миколаїв)
  - 80-й окремий батальйон управління морської піхоти
  - 414-та окрема бригада ударних безпілотних авіаційних систем

- 30-й корпус морської піхоти[33]
  - 34-та окрема бригада берегової оборони (м. Херсон)
  - 35-та окрема бригада морської піхоти
    - 18-й окремий батальйон морської піхоти (А4210, смт. Сарата, Одеська область)
    - 88-й окремий батальйон морської піхоти (А2613, м. Болград, Одеська область)
    - 137-й окремий батальйон морської піхоти (А3821, с. Дачне-2, Одеська область)

  - 36-та окрема бригада морської піхоти імені контр-адмірала Михайла Білинського
    - 1-й окремий батальйон морської піхоти (А2777 / А2272, м. Миколаїв)
    - 501-й окремий батальйон морської піхоти (А1965 / А0669, м. Бердянськ, Запорізька область)

  - 37-ма окрема бригада морської піхоти (м. Чорноморськ, Одеська область)
    - 505-й окремий батальйон морської піхоти[34]

  - 38-ма окрема бригада морської піхоти[35]
    - 503-й окремий батальйон морської піхоти[36]

  - 39-та окрема бригада берегової оборони (А7382, м. Одеса)
  - 40-ва окрема бригада берегової оборони
  - 32-га артилерійська бригада (А1325, с. Алтестове, Одеська область)
  - 406-та окрема артилерійська бригада імені генерал-хорунжого Олексія Алмазова
    - 64-й окремий гарматний артилерійський дивізіон (А4217, м. Білгород-Дністровський, Одеська область)[37]
    - окремий гарматний артилерійський дивізіон (А3687, с. Дачне, Одеська область)[37]
    - окремий гарматний артилерійський дивізіон (А2611, м. Бердянськ, Запорізька область)[37]
    - окремий артилерійський дивізіон (А1804, м. Очаків, Миколаївська область)[37]

  - 140-й окремий розвідувальний батальйон (А0878, м. Скадовськ, Херсонська область)
  - 7-й окремий зенітний ракетний дивізіон (А0350, м. Очаків, Миколаївська область)[37]
  - 15 окремий полк підтримки морської піхоти[38]
  - 426-й окремий батальйон безпілотних систем (м. Миколаїв)

## Командування
Командувачі
- 2017—03.2018: полковник Тартаковський Сергій Валерійович
- 03.2018—2024: генерал-лейтенант Содоль Юрій Іванович[39][40][41]
- з 2024: генерал-майор Делятицький Дмитро Євгенович

Начальники штабу
- 2018: генерал-майор Лучников Артем Володимирович
- з 2023: бригадний генерал Андросов Олексій Іванович

## Навчальні заклади
- Факультети Підготовки Спеціалістів ДШВ та МП Одеської військової академії

До 2016 року окремої підготовки офіцерів морської піхоти не було, набирали з інших родів військ. У 2014 році хлопці поступили до вищого військового навчального закладу в Одесі на факультет ДШВ. Через два роки, в період серйозного кадрового голоду на молодших командирів, було ухвалено рішення створити групу морської піхоти. Курсантам-третьокурсникам надали вибір — продовжувати навчання на десантників чи — на додаток до повітря й суші — опановувати ще одну стихію, морську. В 2016 році в виші було проведено перший набір курсантів-морпіхів. 2 червня 2018 року в Одеській військовій академії вперше в Україні відбувся випуск офіцерів морської піхоти. 12 осіб серед випускників факультету підготовки спеціалістів Десантно-штурмових військ (ДШВ) отримали дипломи бакалаврів, у яких зазначено фах: «управління діями морської піхоти», лейтенантські погони. На плац Військової академії на урочисту церемонію випуску молоді лейтенанти морської піхоти вийшли в парадних одностроях Військово-морських сил ЗСУ, з кортиками, а напередодні їм вручили берети кольору морської хвилі.
В листопаді 2018 року військовики 35-ї бригади морської піхоти та курсанти факультету морської піхоти Військової академії пройшли випробування та склали Клятву морського піхотинця.

## Оснащення
В 2018 році танковий батальйон бригади морської піхоти повністю укомплектували танками Т-80 в рамках заміни морально застарілих Т-64.

## Традиції

### Символіка
Наказом МОУ № 606 від 20.11.2017 кольором берета морської піхоти був визначений колір «морська хвиля». Такий берет носитимуть також танкісти та артилеристи у складі морської піхоти. 23 лютого 2019 Віктор Муженко затвердив новий нарукавний знак для всіх військових формувань, що підпорядковуються Командуванню морської піхоти.

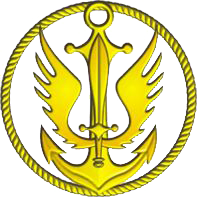
Беретний знак, 2007—2016
Беретний знак, з 2016

### День морської піхоти

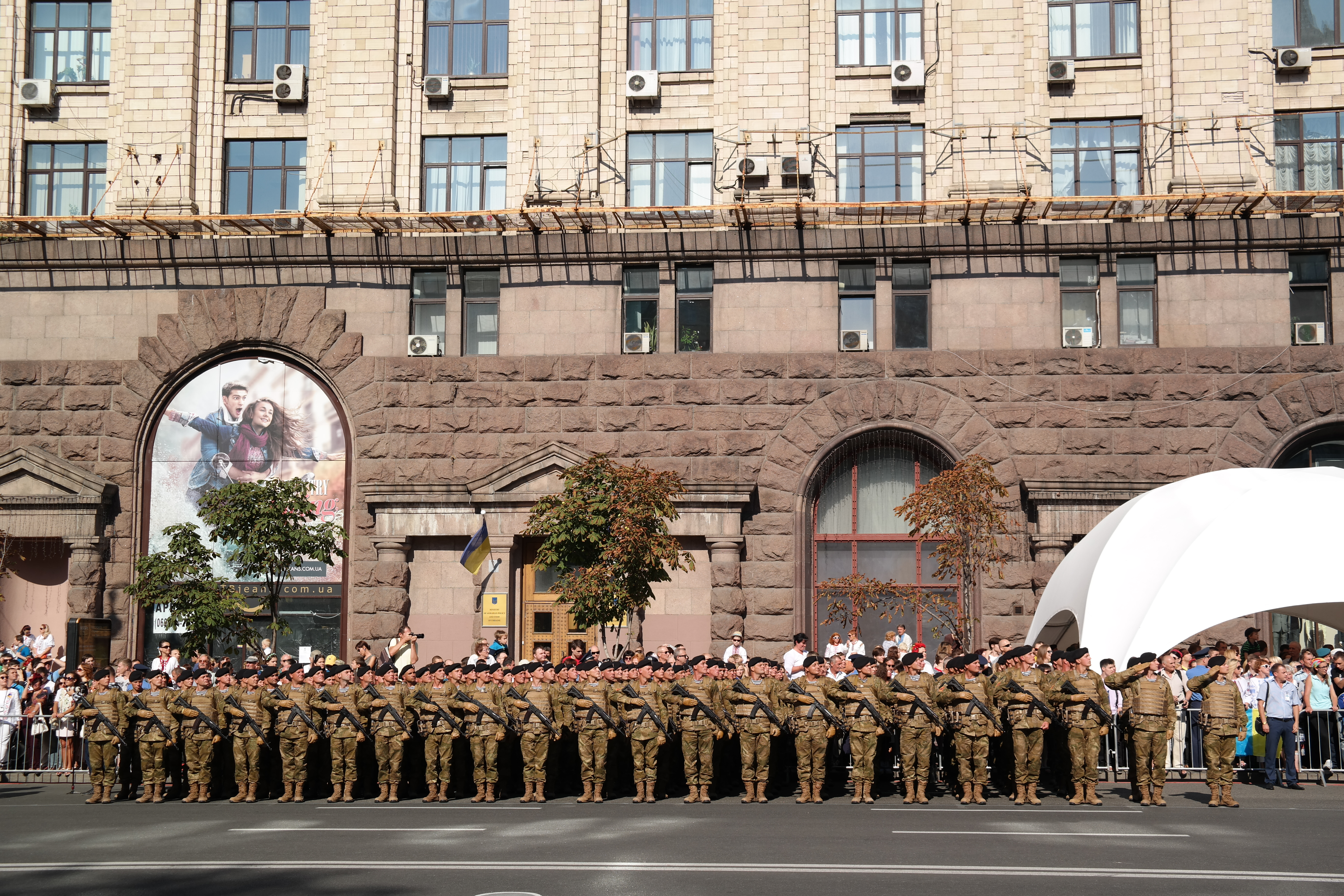
Зведений батальйон 36-ї бригади морської піхоти на Марші Незалежності у Києві 24 серпня 2015.

Професійне свято військовослужбовців морської піхоти військово-морських сил Збройних сил України відзначалося щороку 16 листопада. Було встановлене Указом Президента України № 352/2014 «Про День морської піхоти» Фактично приурочено до дати затвердження Клятви морського піхотинця в 1993 році.
Від 2018 року відповідно до вшанування на загальнодержавному рівні 100-річчя Української революції — першого досвіду українського державотворення у ХХ столітті. Святкування Дня морської піхоти України буде відбуватись 23 травня кожного року. Саме цього дня 1918 року гетьман Павло Скоропадський видав указ Україні по Морському відомству «Про початок формування бригади морської піхоти у складі трьох полків для несення служби».

## Вшанування пам'яті
У містах Дніпро, Краматорськ та Кривий Ріг є вулиця Морської піхоти.